# Vhäldemar
Vhäldemar es un grupo de power metal fundado en Baracaldo (Vizcaya), a finales de los años 90.
Se formó cuando el guitarrista, Pedro J. Monge, decidió crear una banda junto con Carlos Escudero (vocal y, en aquel entonces, también guitarra rítmica). Poco después, se uniría el bajista, Óscar Cuadrado y, tras componer unos temas, se dieron cuenta de que podían tener éxito y reclutaron al batería Eduardo Martínez, que venía de la banda Anarko. 
En abril de 2002, después de firmar con Arise Records, editan el primer álbum: Fight to the End. Tras este álbum, son elegidos por la revista brasileña "Rock Brigade", la mejor banda revelación. Hicieron una serie de conciertos y participaciones en festivales tales como Piorno Rock o Bike Rock Festival.
Un año después, grabarían el siguiente álbum: I Made my Own Hell. La portada del disco, fue hecha por J.P. Fournier, que había trabajado también con Edguy y Avantasia.
En el 2007, actuaron en el Bilbao BBK Live Festival, siendo los que abrían el festival. El batería, Eduardo Martínez, es sustituido por Álex de Benito, componente, a su vez, de Steel Puppets. Durante el 2010, se incorpora al grupo Aitor López, miembro también de Under Silence, que pasa a ser el segundo guitarra, permitiendo que Carlos Escudero se dedicase de lleno a cantar.
El mismo año, sale su tercer álbum de estudio, Metal of the World, el cual se pudo descargar durante un tiempo en el propio myspace de la banda, y que fue presentado en directo el 12 de marzo en el Kafe Antzokia de Bilbao, dando inicio a la gira nacional. 
2012 fue un año clave para el grupo, no solo quedó, nuevamente, reducido a cuarteto, sino que tienen el honor de sumarse al festival "Leyendas del Rock" en Murcia, junto a bandas de la talla de Angelus Apatrida, WarCry, Stratovarius, Dünedain, Eluveitie, Avalanch, Vita Imana, Noctem, Medina Azahara o Saratoga, y comienzan la grabación de su cuarto álbum, que vio la luz en 2013 y se llama Shadows of Combat.
En 2016, se incorpora el teclado a la banda, de la mano de Jon Koldo Tera "Jonkol", miembro de otras agrupaciones, como Incursed u Orion Child. Esto marcaría un cambio en el sonido de la banda, tanto en directo, como en sus siguientes lanzamientos discográficos: un EP, titulado Old King's Visions, y el quinto álbum de la banda, Against All Kings, que les llevaría a su gira más extensa hasta el momento, tocando prácticamente cada punto de la península así como saliendo por primera vez al extranjero, con actuaciones en Japón y Países Bajos. En 2020 sale Straight to Hell, el último trabajo de estudio de la banda hasta el momento.

## Discografía
- Vhäldemar (demo) (2001)
- Fight to the End (2002)
- I Made my Own Hell (2003)
- Metal of the World (2010)
- Shadows of Combat (2013)
- Old King's Visions (EP) (2017)
- Against all Kings (2017)
- Straight To Hell (2020)
- Sanctuary of Death (2024)